# Serguei Aleshkov
Serguei Andreevich Aleshkov (em russo:  Сергей Андреевич; Oblast Ocidental [en], 15 de fevereiro de 1936 — Cheliabinsk, 1 de fevereiro de 1990) foi um militar soviético que participou ativamente da Segunda Guerra Mundial e ficou mundialmente conhecido por ser o militar mais jovem a participar do conflito, com apenas 6 anos.

## Biografia

### Antecedentes
Nascido no vilarejo de Gryn (onde atualmente se encontra Western Oblast) na União Soviética no dia 15 de fevereiro de 1936, seu pai no dia do seu nascimento já havia falecido, assim sendo criado apenas por sua mãe. Além de sua mãe, Serguei possuía outros três irmãos: Ivan, Andrei e Piotr, sendo Serguei o mais jovem dos irmãos.
Durante o outono de 1941, durante a ofensiva nazista sobre a União Soviética, o vilarejo onde Serguei e sua família habitavam sofreu um forte ataque. Após a conquista da Alemanha nazista sob a região, o vilarejo tornou-se um a base de um destacamento partidário, e seus habitantes se tornaram partidários. Incluindo a mãe de Serezha e seu irmão mais velho, de dez anos, Petya, que foram capturados pelos nazistas em uma das missões secretas para inibir a resistência soviética na região. Após a tortura, a mãe e o irmão foram executados: Petya foi enforcado e a mãe, que tentou salvar o filho, foi morta a tiros pela Gestapo.
Em agosto de 1942, a base partidária na aldeia foi atacada por punidores, os habitantes fugiram, durante o qual Sergei se perdeu. Serguei ficou sozinho nas florestas da região durante alguns dias, quando foi encontrado pelo por batedores do 142º Regimento de Guardas de Fuzileiros.

### Adoção e recrutamento
Após ser localizado pelos fuzileiros, Serguei foi transferido para a linha de frente juntamente com as tropas soviéticas, na localização das tropas soviéticas foi tratado e logo ganhou a simpatia dos combatentes soviéticos. Sergei misturou seu sobrenome com seu nome e se chamou Alyoshkin, farsa que logo foi descoberta pelos soldados soviéticos assim revelando seu verdadeiro nome, algo que não foi considerado um problema pois o garoto já havia ganhado a simpatia do regimento. Em 8 de setembro de 1942, ele foi oficialmente adotado pelo comandante do regimento, Mikhail Danilovich Vorobyov, na época ainda sem filhos e solteiro. Após sua adoção, Serguei tornaria-se o mais jovem à virar um filho do regimento.

#### Filho do regimento
O filho(a) de um regimento é uma criança levada aos cuidados de uma unidade militar e adotado pela mesma. Era considerada uma prática comum efetuada pela União Soviética durante a Grande Guerra Patriótica (momentos onde as batalhas da Segunda Guerra Mundial eram travadas dentro do solo soviético).  Normalmente, filhos do regimento, eram crianças soviéticas que haviam-se tornado órfãos em decorrência dos conflitos.
Os filhos de um regimento, eram subsidiados pela União Soviética assim recebendo comida, abrigo, educação e tarefas custeadas de maneira federal. Os filhos de um regimento eram considerados filhos da pátria, assim sendo bem tratados e em troca comprometendo-se à estudar e à realizar pequenos serviços como a entrega de cartas nos acampamentos e etc... Particularmente, Serguei gostava de ser um filho do regimento já que era bem tratado e sentia-se útil em meio aos outros militares, assim ajudando em tarefas básicas nos campos de batalha.

### Envolvimento direto com o conflito
Seu envolvimento com o conflito direto iniciou-se durante uma ronda de rotina efetuada pelo Serguei, onde ele avistou observadores para artilharia alemães escondidos em um palheiro, que não haviam anteriormente sido avistados por outros soldados do exército vermelho. Após reportar o acontecido à seu comandante e pai, os soldados alemães foram encontrados e neutralizados antes que conseguissem efetuar alguma vitima. Assim começou o primeiro envolvimento direto de Serguei com a guerra.

#### Batalha de Stalingrado
Em novembro de 1942, o regimento no qual Serguei participava, foi destacado para o front direto em Stalingrado. Com apenas 6 anos o jovem soldado estaria na linha de frente em um conflito militar. Durante a batalha, o abrigo onde Serguei e seu pai adotivo Mikhail estavam foi atingido por um ataque de artilharia no qual ficou totalmente destruído. Ao perceber que seu pai continuava embaixo dos destroços do abrigo, Serguei negou-se a fugir do local com outras tropas sobreviventes e tentou desenterrar dos destroços o seu pai.
Serguei mesmo conseguindo salvar um oficial dos destroços, não havia força para salvar seu pai, e muito ferido e sob fogo inimigo, Serguei fugiu do local até uma região de segurança onde solicitou reforços para salvar seu pai adotivo dos destroços. Após os reforços de outros soldados chegarem ao local, seu pai adotivo mesmo muito ferido e em estado de choque conseguiu ser salvo juntamente à outros oficiais presentes no abrigo.
Por sua coragem e determinação de tentar salvar seu pai mesmo sob tiros e logo após mesmo ferido conseguir informar a localização de seu pai e outros oficiais, Serguei foi agraciado com a Medalha de Mérito Militar. Assim tornando-se também o soldado mais jovem à receber este tipo de honraria.

#### Saída do conflito
Durante sua vida militar, Serguei sofreu com diversos ferimentos que quase o levaram à morte; ele quase se afogou ao atravessar o rio Severni Donets e, em outra ocasião, o veículo em que viajava foi atingido por uma mina. A criança sobreviveu por um milagre. Certa vez, como uma piada, os soldados deram a Serioja um uniforme de tenente júnior e isso quase custou a vida do menino. As alças brilhantes atraíram a atenção dos pilotos alemães, que dispararam contra o “oficial” com uma rajada de metralhadora. Uma bala atingiu Aleshkov no calcanhar.

### Rescaldo
Durante a luta, Serguei foi ferido várias vezes e se viu em situações de risco de vida várias vezes. No final, em 1944, a pedido do comandante Vasily Chuikov, ele foi enviado da Polônia para a Escola Militar de Tula Suvorov, onde acabou sendo o aluno mais jovem. Embora Sergei gostasse de esportes, problemas de saúde, lesões e hábito de fumar acabavam deteriorando a sua saúde ele estudou na escola militar de Suvorov com dificuldade e acabou sendo expulso da escola militar por motivos de saúde.
Sergei Alyoshkov estudou direito em Kharkov e foi morar e trabalhar em Tchelyabinsk, onde sua família adotiva morava na época. Ele trabalhou como investigador no escritório do promotor, depois como promotor e, nos últimos anos, como consultor jurídico na Fábrica de Plexiglas de Chelyabinsk. Ele foi casado e divorciado duas vezes.

#### Morte
Sergey Andreevich Alyoshkov morreu em 1º de fevereiro de 1990 aos 53 anos vítima de um ataque cardíaco em um ponto de ônibus a caminho do trabalho na cidade de Tchelyabinsk na Rússia.

## Vida militar e premiações

### Patentes
| Patente                     | Divisa | Ano  |
| --------------------------- | ------ | ---- |
| Soldado Mirim de Infantaria |        | 1942 |

### Medalhas
| Medalha                                                                          | Imagem              | Barreta | Ano  |
| -------------------------------------------------------------------------------- | ------------------- | ------- | ---- |
| Medalha do Mérito Militar                                                        | Изображение награды |         | 1943 |
| Medalha "Pela vitória sobre a Alemanha na Grande Guerra Patriótica de 1941-1945" | Изображение награды |         | 1945 |
| Ordem da Guerra Patriótica, 1ª classe                                            | Изображение награды |         | 1985 |

## Na cultura
- Em 9 de maio de 2019, ocorreu a estreia do filme "Soldier Boy" que relatou a vida de Serguei.[8]